# 권사민
권사민 (權士敏, 1557년 ~ 1634년)은 조선 중기의 문신이다. 본관은 안동, 자는 수언, 호는 매헌이다.
조부는 첨정을 지낸 권계중 이고, 부친은 예조좌랑을 지냈던 권덕린이다.

## 생애
문예에 뛰어났고 성리학을 탐구하여 이름을 드러났다. 천거되어 일곱 고을의 훈도와 제용감직장, 사옹원주부 등을 지냈다. 1592년에 임진왜란이 발발하자 가산을 기울여 의병을 일으켜 영천을 지나 대구 팔공산까지 이르러 많은 왜적들을 무찔러 전공을 세웠으며, 또한 곽재우 장군과 함께 화왕산 등에서 왜적과 싸웠다. 임진왜란 후 언양부사가 되었으나 부임하지 않았다.
1841년 암행어사 별단과 관찰사 포장하는 징계에 좌승지에 추증되었다.